# オマキザル科
オマキザル科 (オマキザルか、Cebidae) は、哺乳綱霊長目に分類される科。
中南米に棲息するサルのグループである広鼻類（新世界ザル）を構成する科の1つである。南アメリカ・中央アメリカの熱帯・亜熱帯地域に広く分布する。

## 特徴
本科に属するサルは樹上性であり、地上に下りることはめったにない。一般的に小型のサルであり、頭胴長17-19cm・体重120-190gのピグミーマーモセットから、体長33-56cm・体重2.5-3.9kgのフサオマキザルまでを含む。形態も色彩もかなり多様であるが、いずれも新世界ザルに典型的な広く平らな鼻をもつ点では共通している。
雑食性であり、ほとんどは果実食および昆虫食だが、種によって餌とするものの割合は大きく異なる。歯式は 2.1.3.2-3/2.1.3.2-3 。
メスは、種によって異なるが、130-170日の妊娠期を経て、1-2頭の子を生む。社会的な動物であり、5-40頭の成獣が群れを作るが、典型的には、小型の種の方がより大きな群れを作る。一般的には昼行性である。

## 分類
広鼻類は伝統的に、小型のマーモセット科（キヌザル科）と中型から大型のオマキザル科の2科に分けられ、クモザル類やサキ類などがオマキザル科に含まれていた。一方で1979年にクモザル類・サキ類・ヨザル類をクモザル科に分割し、リスザル属を含むオマキザル亜科とマーモセット亜科で本科を構成する説が提唱された。1998年にはヨザル亜科を本科に含める説も提唱され、2000年代には伝統的な旧オマキザル科は側系統であることが明らかになっている。
John G. Fleagle (2013) によると、本科は以下の3亜科で構成される。以下の現生属の分類・和名は、おもに日本モンキーセンター霊長類和名編纂ワーキンググループ (2018) に従う。
- ヨザル亜科 Aotinae
  - ヨザル属 Aotus
- マーモセット亜科 Callitrichinae
  - ゲルディモンキー属 Callimico
  - コモンマーモセット属 Callithrix[注 1]
  - ピグミーマーモセット属 Cebuella
  - ライオンタマリン属 Leontopithecus
  - シルバーマーモセット属 Mico[3][注 1]（旧マーモセット属Callithrixから分割。クロカンムリマーモセットをクロカンムリマーモセット属Callibellaに分割する説もあり[9]）
  - タマリン属 Saguinus（クロクビタマリンなどをセマダラタマリン属Leontocebusに分割する説もあり[10]）
- オマキザル亜科 Cebinae
  - オマキザル属 Cebus
  - リスザル属 Saimiri
  - フサオマキザル属 Sapajus（オマキザル属から分割[11]）

一方でColin P. Groves (2005) による分類では、オマキザル亜科からリスザル属を分割してリスザル亜科とし、ヨザル属を本科から独立させヨザル科Aotidaeとしている。またAnthony B. RylandsとRussell A. Mittermeier (2009) はマーモセット亜科を以前のように独立したマーモセット科Callitrichidaeとすることを提案しており、その説に従えば狭義の本科は以下の2亜科で構成される。以下の狭義の本科の分類・和名は、日本モンキーセンター霊長類和名編纂ワーキンググループ (2024) に従う。
- オマキザル亜科 Cebinae
  - オマキザル属 Cebus
  - フサオマキザル属 Sapajus
- リスザル亜科 Saimiriinae
  - リスザル属 Saimiri

### 絶滅した分類群
以下の絶滅属の分類は、Fleagle (2013) による。
- ヨザル亜科 Aotinae
  - Tremacebus
    - Tremacebus harringtoni
- マーモセット亜科 Callitrichinae
  - Lagonimico
    - Lagonimico conclutatus

  - Micodon
    - Micodon kiotensis

  - Patasola
    - Patasola magdalena
- オマキザル亜科 Cebinae
  - Acrecebus
    - Acrecebus fraileyi

  - Dolichocebus
    - Dolichocebus gaimanensis

  - Chilecebus
    - Chilecebus carrascoensis

  - Laventiana
    - Laventiana annectens

  - Neosaimiri
    - Neosaimiri fieldsi